# Ocypode ceratophthalma
Ocypode ceratophthalma är en kräftdjursart som först beskrevs av Peter Simon Pallas 1872.  Ocypode ceratophthalma ingår i släktet spökkrabbor, och familjen Ocypodidae. Inga underarter finns listade i Catalogue of Life.

## Galleri

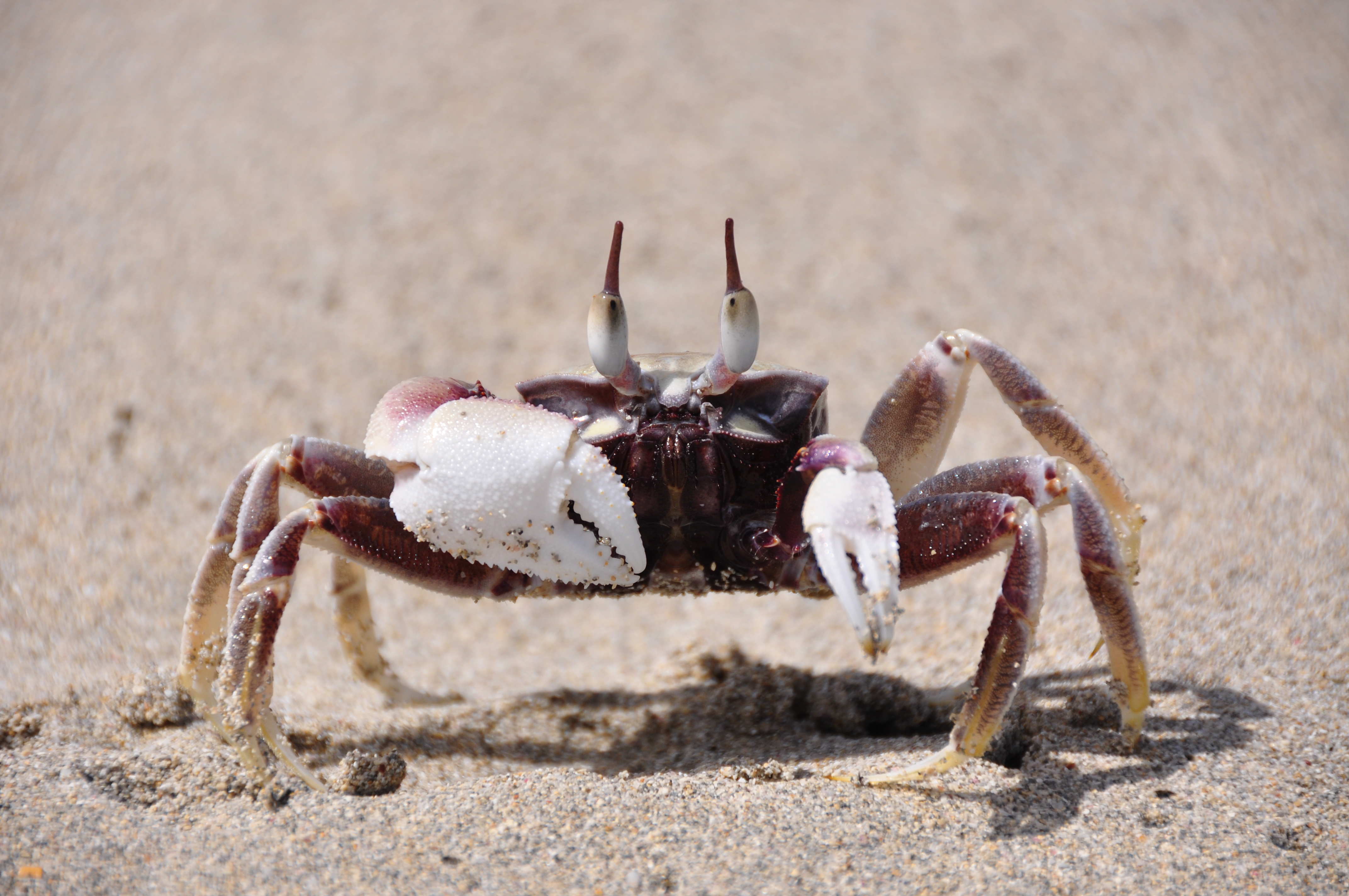